# Klabautermanden (film)
|  | Denne artikel omhandler filmen, for artiklen om det overnaturlige væsen se Klabautermanden. |
Klabautermanden er en dansk/norsk/svensk film fra 1969, instrueret af Henning Carlsen. Han har også skrevet manuskript med Poul Borum efter en roman af Aksel Sandemose.

## Medvirkende
- Claus Nissen
- Gunnar Strømvad
- Knud Hilding
- Flemming Dyjak
- Ole Larsen